# Kniesenack-Bier

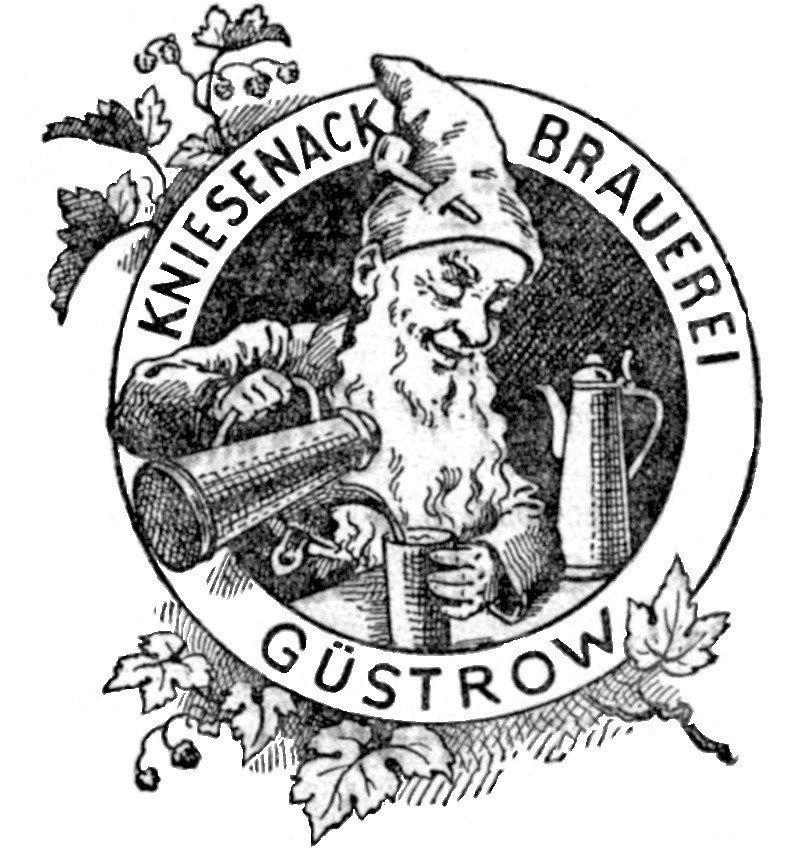
Kniesenack Werbung

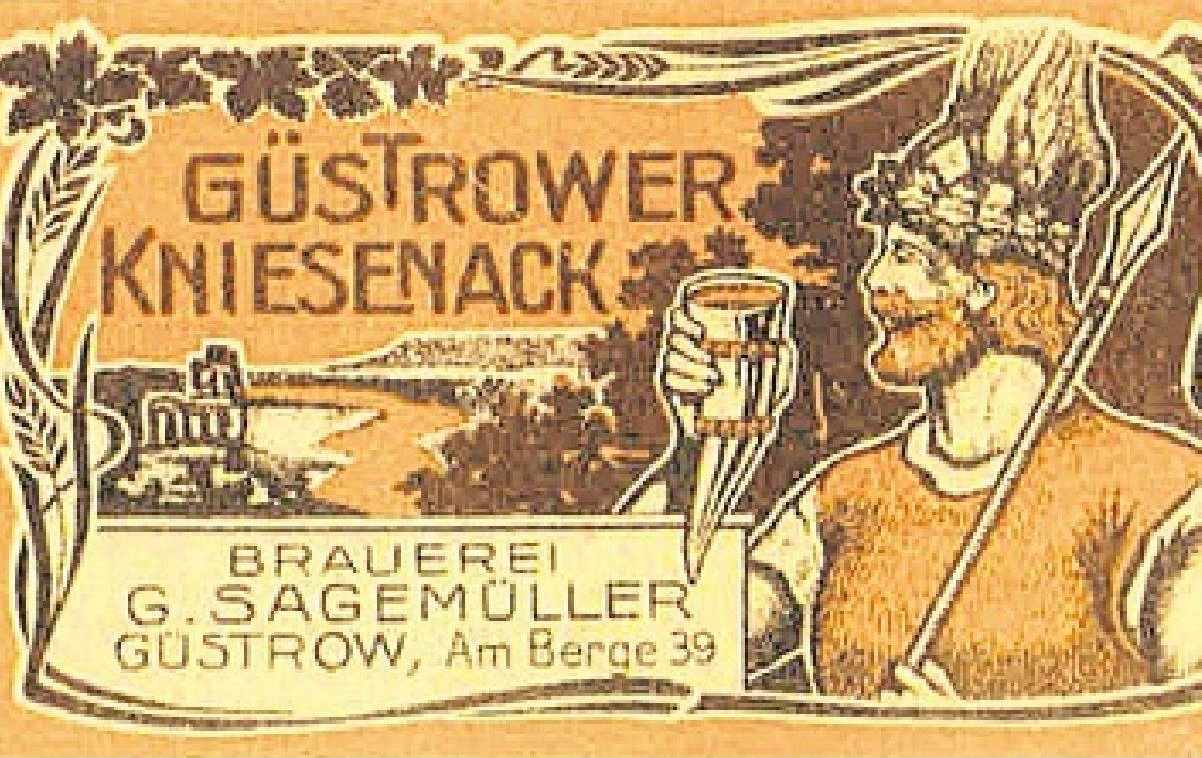
Flaschenbieretikett für das Starkbier Kniesenack (Brauerei Sagemüller)

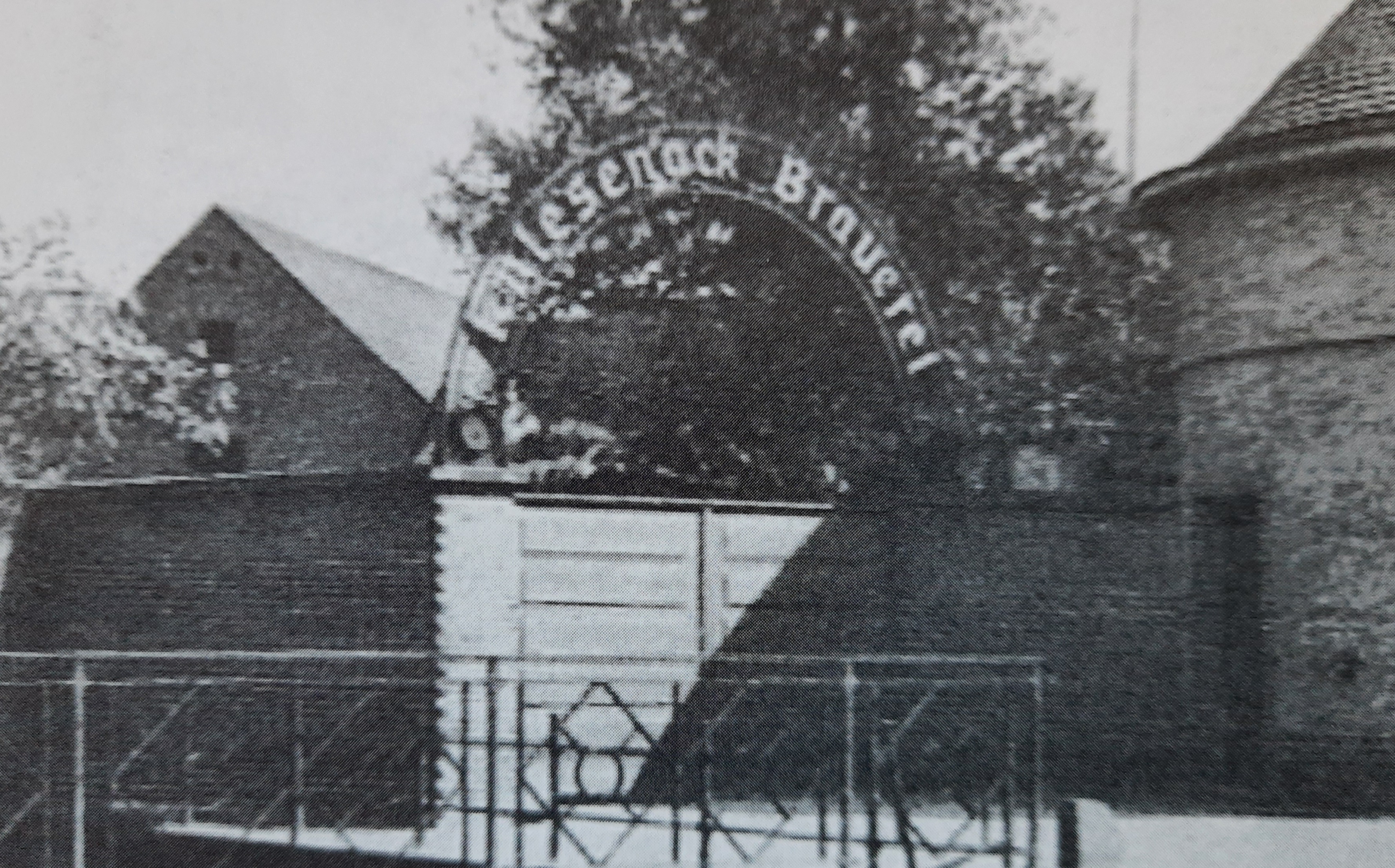
Kniesenack-Brauerei, Am Berge

Das Kniesenack-Bier ist ein Bier, welches seit dem Mittelalter im mecklenburgischen Güstrow gebraut wurde. Etwa um 1978 wurde der Braubetrieb eingestellt, seit 2022 wird wieder gebraut. Im Handwörterbuch der Deutschen Sprache von 1833 heißt es: Kniesenack - Ein starkes Bier zu Güstrow in Mecklenburg.  Zur Entstehung des Namens gibt es mehrere Versionen. Kniesenack könnte „Fürstenbier“ bedeuten: Im slawischen ist „Knäs“ (der Herr) und „nack“ (das Bier). Es wird als starkes, kräftiges, vermutlich obergäriges Bier beschrieben, das aus reiner Gerste gebraut wurde. Das Malz soll gut geröstet und nicht zu fein gemahlen gewesen sein –  also ein „Braunbier“, lange gelagert, schwach gehopft und trübe.
Im 16. und 17. Jahrhundert war auch das Bernausche Bier aus Güstrow überregional sehr beliebt. Zu weiteren bekannten Güstrower Brauereien gehörten die Brauerei Hansen und die Derzsche Brauerei. Beide waren in der Mühlenstraße 48 ansässig. 1825 soll es in Güstrow 42 Bierbrauer gegeben haben.

## Geschichte des Kniesenack-Bieres

### Überblick
Der Überlieferung nach ist das Kniesenack schon zu wendischen Zeiten in Güstrow gebraut worden. Dies lässt sich jedoch nicht sicher belegen. Kniesenack war früher in ganz Deutschland berühmt. Es wurde sowohl an Universitäten als auch Fürstenhöfen sehr geschätzt. In alten Berichten wird es im Vergleich zu den bekannten Starkbieren als ebenbürtig erwähnt. Kniesenack-Bier war aufwendig herzustellen und entsprechend teuer. Andere Städte und auch der Fürstenhof in Güstrow hatten versucht, dieses Bier zu brauen. Sie hatten aber keinen Erfolg dabei. Auch wenn das Rezept grundsätzlich überliefert war, auf eine Tonne von ca. 115 Liter kamen fünf bis sechs Scheffel (ca. 56 Liter) Gerstenmalz, entsprachen die Ergebnisse nicht den gewünschten Vorstellungen.
Die ursprüngliche Brauerei befand sich in einem Haus des Güstrower Marktes (Ecke Grüner Winkel). Das originale Kniesenack ist bis Anfang des 19. Jahrhunderts in Güstrow gebraut worden. Dann wurde die Herstellung zunächst eingestellt. In der Folge hat es Mitte und Ende des 19. Jahrhunderts  zwei „Wiederbelebungsversuche“ gegeben. In den Jahren 1850–60 wurde das Kniesenack auf Anregung des Schuldirektors Raspe in der Feltenschen Brauerei in der Mühlenstraße wieder gebraut. Dann folgte wiederum eine Pause, bis der Brauereibesitzer Carl Müller sich 1884 veranlasst sah, die Herstellung des Kniesenack wieder aufzunehmen. Bis 1902 war die Brauerei in seinem Besitz und hieß Brauerei Carl Müller. Sein Sohn (ebenfalls Carl) leitete die Brauerei dann noch von 1902 bis 1904. Ab 1904 war sie bis zur Enteignung 1945 als Kniesenack-Brauerei Gerhard Sagemüller bekannt. Im Zuge der Umstrukturierungen in der damaligen DDR wurde die Brauerei ab 1948 Volkseigener Betrieb (VEB) und hieß zunächst VEB Kniesenack-Brauerei Güstrow, ab 1949 dann VEB Güstrower Brauerei. Ab 1969 gehörte die Brauerei zum VEB Getränkekombinat Schwerin und nannte sich nun VEB Getränkekombinat Schwerin, Werk Güstrow. Der Braubetrieb wurde etwa 1978 eingestellt.

### Lobschrift von 1624
Im Jahre 1624 wurde eine Lobschrift zur Verherrlichung und zur Werbung weiterer Absatzmöglichkeiten des Kniesenack-Bieres verfasst. In der Schrift „Altes und neues aus Mecklenburg“ (Teil XII) von David Franck aus dem Jahre 1624 hieß es über die Lobschrift: „Damals ließ der Buchdrucker Moritz Sachs ein Büchlein vom Kniesenack, dem berühmten Bier zu Güstrow, drucken, welches aber dem Magistrat allda wegen der unflätigen Zoten, so drein vorkommen, gar nicht gefiel.“ Von diesem ersten Druck der Lobschrift von 1624 scheint kein Exemplar erhalten zu sein. Auf Basis einer noch vorhandenen Handschrift ließ der Güstrower Hofmedikus Detherding im Jahre 1706 die Lobschrift über das Kniesenack-Bier erneut drucken.
Die Lobschrift ist formuliert in Form eines Briefes an einen Freund. Zum 700-jährigen Jubiläum seiner Vaterstadt Güstrow (1928) hat der in Güstrow geborene Publizist Rudolf Pechel die Lobschrift neu herausgegeben. Die bibliophile Rarität erschien im Format 13,5 × 7,5 cm. Die Lobschrift mit dem Titel Encomium oder Lob-Spruch des weitberühmten, gesunden, kräfftigen und wohlschmeckenden Gersten-Biers Kniesenack genannt ist digital verfügbar bei der Sächsischen Landesbibliothek – Staats- und Universitätsbibliothek.

### Neustart für das Kniesenack in Güstrow
In der lokalen Presse wurde über die Gründung eines Vereins berichtet, der zum Ziel hat, die alte Kniesenack-Brautradition zu bewahren. Der Verein möchte das Kniesenacker Bier als Kulturgut für die Barlachstadt Güstrow wieder aufleben lassen. Das Kernvorhaben des Vereins besteht darin, eine Schaubrauerei in der Alten Molkerei am Ulrichplatz aufzubauen. Hierzu wurden die Markenrechte an Kniesenack von der Güstrower Schlossquell GmbH erworben.
Seit Sommer 2022 wird wieder Kniesenack-Bier gebraut und durch einen Mecklenburger Getränkehändler vertrieben. Es wird als Kniesenack Dunkelbier Edition 1 in einer Steinie-Flasche angeboten.

## Altdeutsche Bierstube – Kniesenack

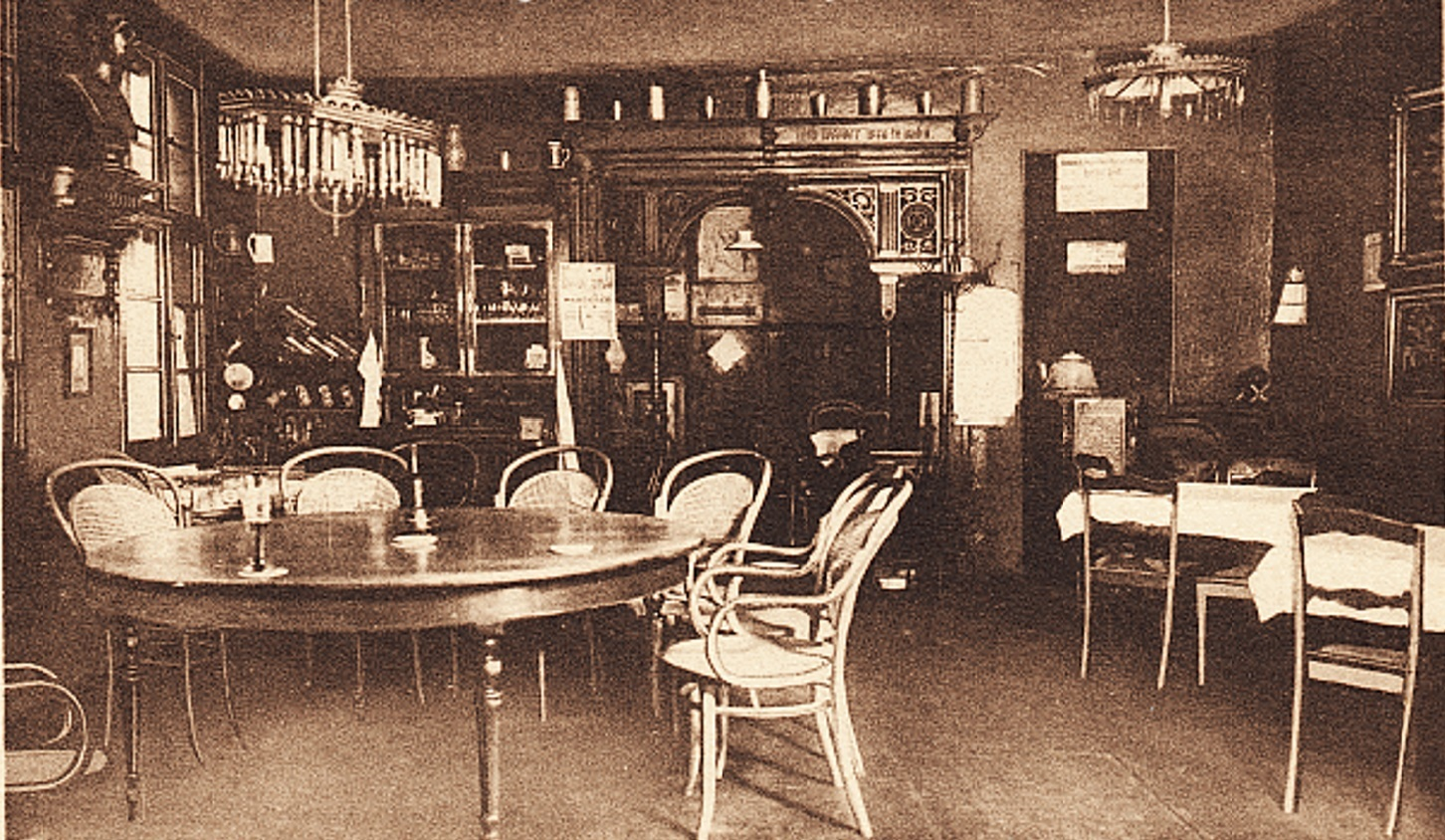
Der Gastraum der altdeutschen Bierstube (historische Postkarte)

Seit 1875 existierte im Wohnhaus der Brauereibesitzer Müller, Am Berge 39, eine Bierstube. Sie war direkt an die Brauerei angeschlossen. Ausgeschenkt wurden die eigenen Marken Kniesenack und Paternoster. In den 1920er Jahren wurde Frieda Hübner Pächterin des Lokals. Wegen seiner besonderen Atmosphäre gehörte die Altdeutsche Bierstube schon damals zu den beliebtesten Kneipen Güstrows. Sie trug wegen der prägenden Art der Wirtin den Beinamen Bei Mutter Hübner. Etwa 1935 wurde die Bierstube durch den Sohn Erich Hübner und seine Frau übernommen. Der Zugang zum Lokal erfolgte schon damals über den langen Hausflur im Erdgeschoss. Von dort aus betrat man den Gastraum. An den Wänden gab es Borde mit altem Zinngeschirr, welche noch aus dem alten Besitz der Familie Sagemüller stammten. An den großen Gastraum schloss sich der kleine Schankraum mit weiteren Tischen und Stühlen an. Seitwärts des Gastraumes gab es noch ein kleines Zimmer mit einem Biedermeier-Sofa, Tisch und einigen Stühlen. Dies war die sogenannte Hölle. Sie war besonderen Stammgästen vorbehalten. Erich Hübner führte die Altdeutsche Bierstube bis 1958. Dann wurde sie von der Handelsorganisation (HO) übernommen. Wegen eines an die Decke gemalten Schweins wurde die Gaststätte im Volksmund auch das Schweinchen genannt. Das Schweinchen war insbesondere auch bei den Studenten der Pädagogischen Hochschule beliebt.
Rudolf Pechel schrieb über die Altdeutsche Bierstube: „Was das Kniesenack jedem Güstrower bedeutet hat …, darüber gibt es eine eigene lebendige Tradition, vor allem unter den Schülern der höheren Lehranstalten Güstrows. … In der alten verräucherten Gaststube der Brauerei Müller am Berge sind an dem großen runden Tisch und in der ‚Hölle‘ Feste bei Tag und bei Nacht gefeiert worden, die unter der Wirkung des edlen Trankes zu den beschwingtesten, kraftvollsten und fröhlichsten Stunden unserer Jugend gehören.“

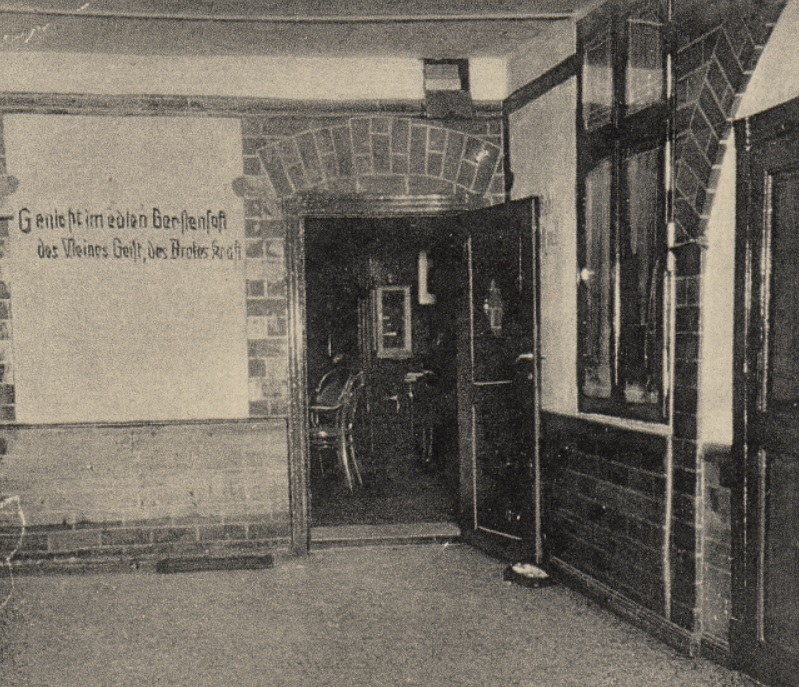
Kniesenack – Zugang zur Gaststube
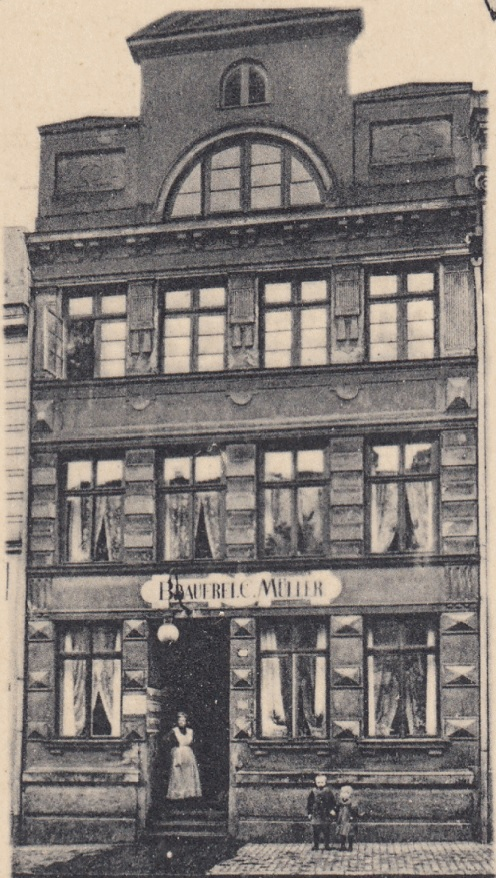
Altdeutsche Bierstube Kniesenack um 1900
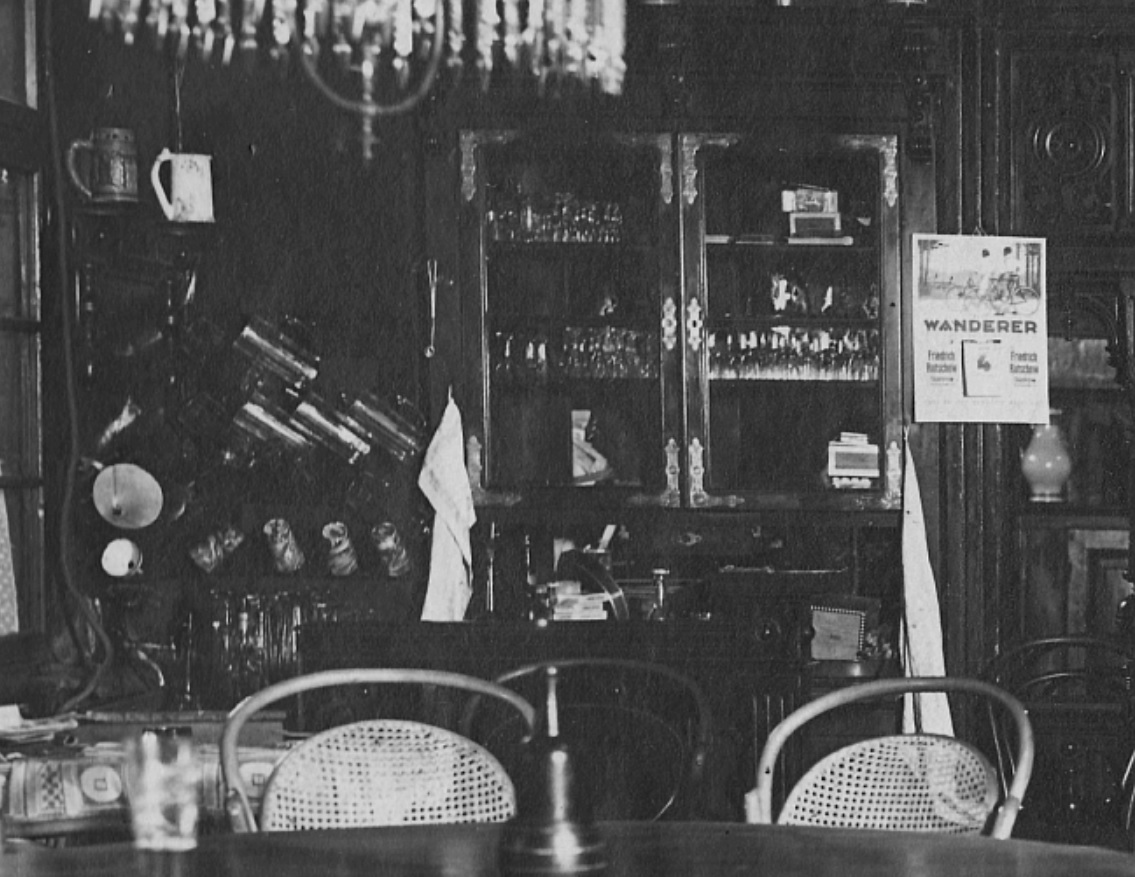
Altdeutsche Bierstube – Güstrow – historische Ansicht
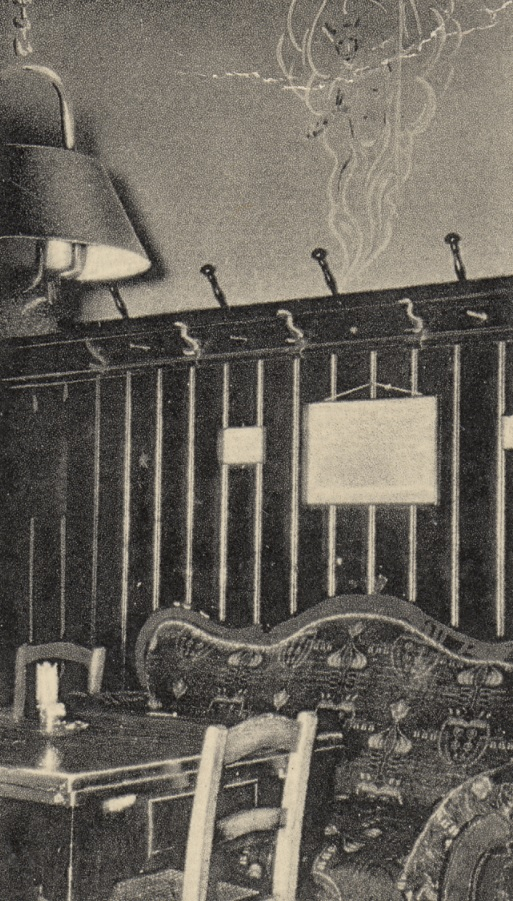
Die Hölle der Altdeutschen Bierstuben
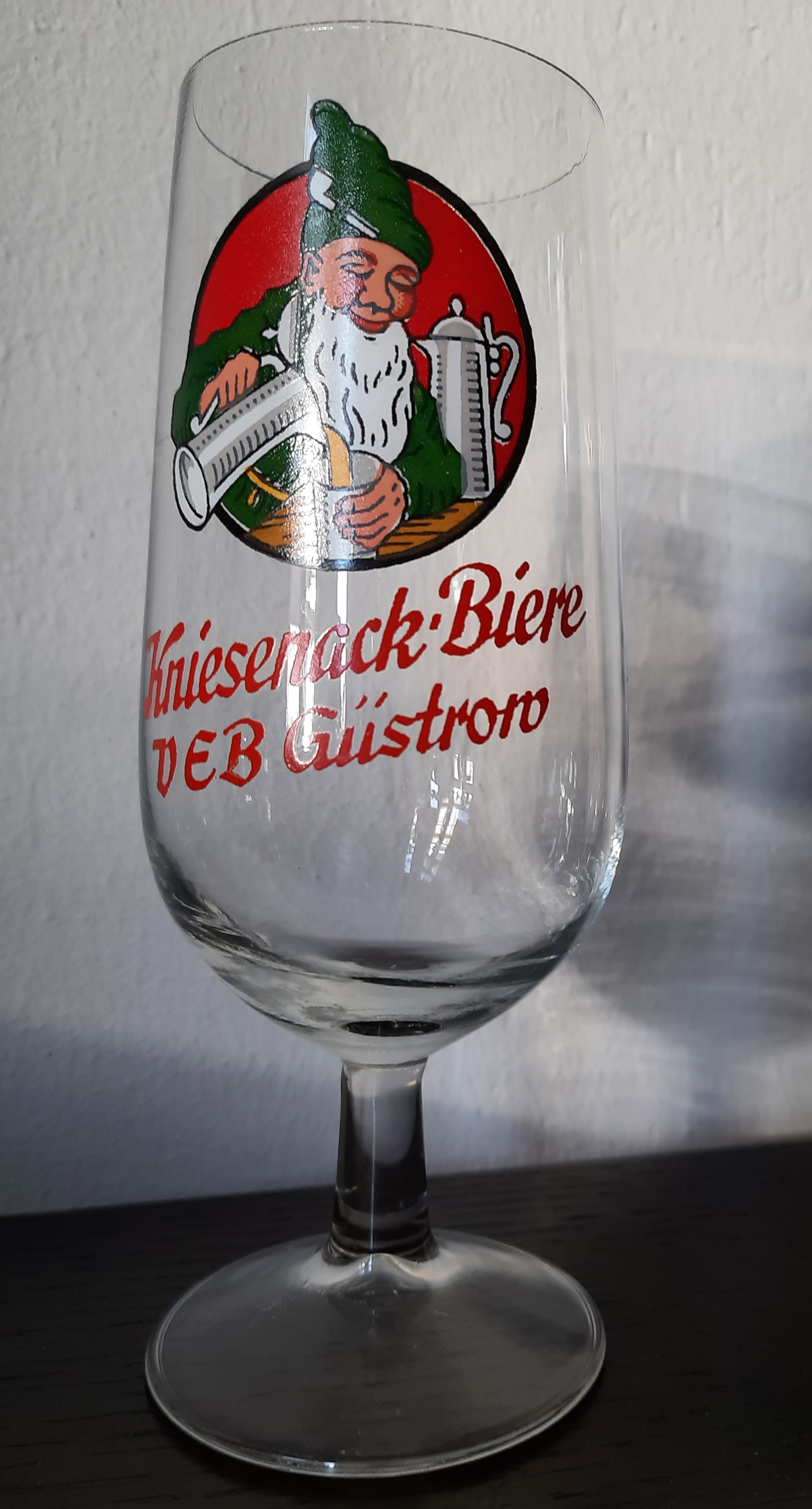
Bierglas Kniesenack, VEB Brauerei Güstrow (ca. 1981)
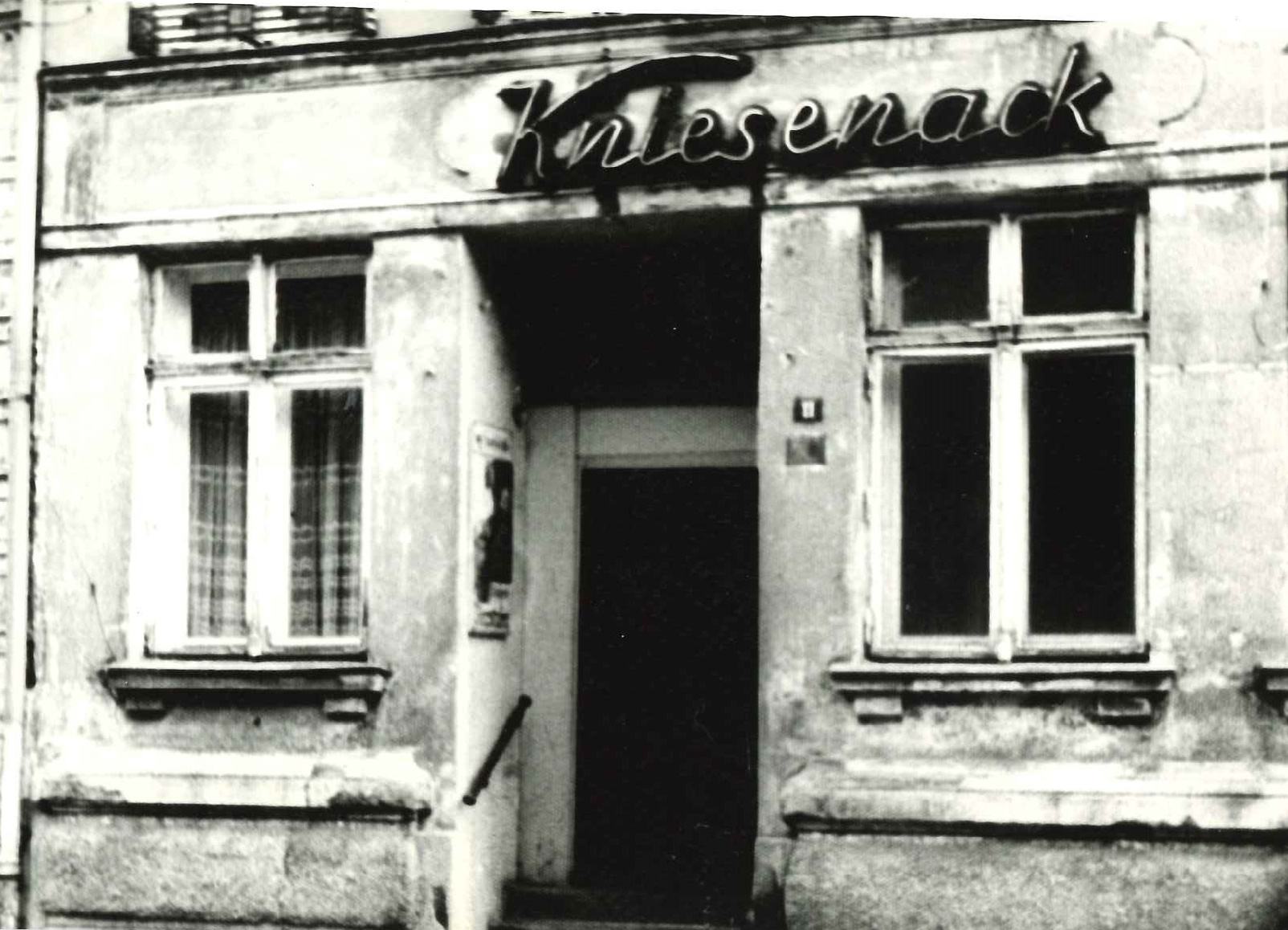
Eingang zur Altdeutschen Bierstube (ca. 1985)

Die Altdeutsche kniesenacksche Bierstube existierte bis Anfang der 1990er Jahre. Aufgrund mangelnder Instandhaltung und Sanierung war das aus der Renaissancezeit um 1600 stammende Haus mit der Wende von 1990 von Baufälligkeit bedroht. Bei der 2011/12 erfolgten Sanierung  war das Hinterhaus und damit die Altdeutsche Bierstube nicht mehr zu retten. Heute dient das Gebäude ausschließlich zu Wohnzwecken.